# Harbai
Harbai fut un Roi des Rois d'Éthiopie, probable membre de la dynastie Zagoué il aurait régné pendant 8 ans.
La Chronique de Paris et un manuscrit de Pedro Páez et Manuel de Almeida consulté à Aksoum, le désigne comme le dernier roi de  Zagoué. On le considère comme l'ancêtre des rois de la province éthiopienne de Lasta.
On connaît mal son règne, qui selon Ernest Alfred Thompson Wallis Budge aurait duré vingt ans.Budge précise que Harbai meurt vers 1330; d'autres autorités avancent sa mort avant 1270, lorsque Yekouno Amlak devient souverain. Huntingford suppose que ce roi est en fait un doublet de Kedus Harbe, qui est mentionné dans le Gadl Lalibela, ou l'hagiographie du roi Lalibela, le désigne comme son frère.

## Source
- (en) Cet article est partiellement ou en totalité issu de l’article de Wikipédia en anglais intitulé « Harbai » (voir la liste des auteurs), édition du 6 septembre 2012.